# Hud (islamisk profet)
Hûd (arabiska: هود) är en profet inom islam.
Koranen berättar att Hûd sändes som en varning till folket 'Ad (عاد), som låg i Ahqaaf i Jemen på stranden av Omans hav. Hûd var född bland detta starka och rika folk. Men de dyrkade avgudar. Profeten Hud tillbringade mycket tid med att predika för dem att bara be till den Ende och Endaste Guden - Allah, deras Skapare. Människorna var envisa och bara några få lyssnade på honom. Allah straffade Aads folk genom att skicka en lång tid utan regn. Stor torka rådde men människorna vill fortfarande inte tro. De smädade Hud och slog honom. Han varnade dem för ännu hårdare straff men de brydde sig inte om honom. När deras svårigheter blev riktigt stora, kom de till Profeten Hûd och sade att han skulle be om regn. Han bad om regn och folket fick åter mat att äta men ändå vägrade de att bättra sig.
De trotsade profeten Hûd och sade att om han var en sann profet, kunde han ju hämta straffet, som han sagt att Allah skulle skicka till dem. Hud sade till dem att det bara var Allah, som visste när straffet skulle komma. Snart såg de ett moln närma sig. De trodde att det var ett regnmoln och samlades under det. Men det var en stark och våldsam vind liknande en virvelstorm. Den dödade alla invånarna i Aad. Bara Profeten och några troende räddades och Profeten begav sig till Hadhremaut (Jemen). Hud dog där, och är även begravd där.
Den elfte suran i Koranen är uppkallad efter Hud. Den islamiska profeten dog i Yemen. (Okänt år)